# Lydia d'Arenberg
Lydia d'Arenberg (Bruxelles, 1º aprile 1905 – Losanna, 27 luglio 1977) apparteneva ad un'illustre ed antica famiglia del Sacro Romano Impero, sposò nel 1928 Filiberto di Savoia-Genova.

## Biografia

### Giovinezza
Lydia nacque nel 1905, figlia del Duca Engelberto Maria d'Arenberg e della Duchessa Edvige, nata come Principessa di Ligne; la Principessa aveva altri due fratelli maschi, Carlo, nato nel 1899 e Enrico, nato nel 1901 . La famiglia di Lydia era una delle più illustri ed antiche famiglie nobiliari d'Europa, i cui titoli e possedimenti avevano origine fin dal Sacro Romano Impero, mantenendo il trattamento di Altezza Serenissima. La Principessa frequentò l'Istituto delle Suore del Sacro Cuore di Gesù a Trinità dei Monti, dove imparò a parlare fluentemente la lingua italiana .

### Matrimonio

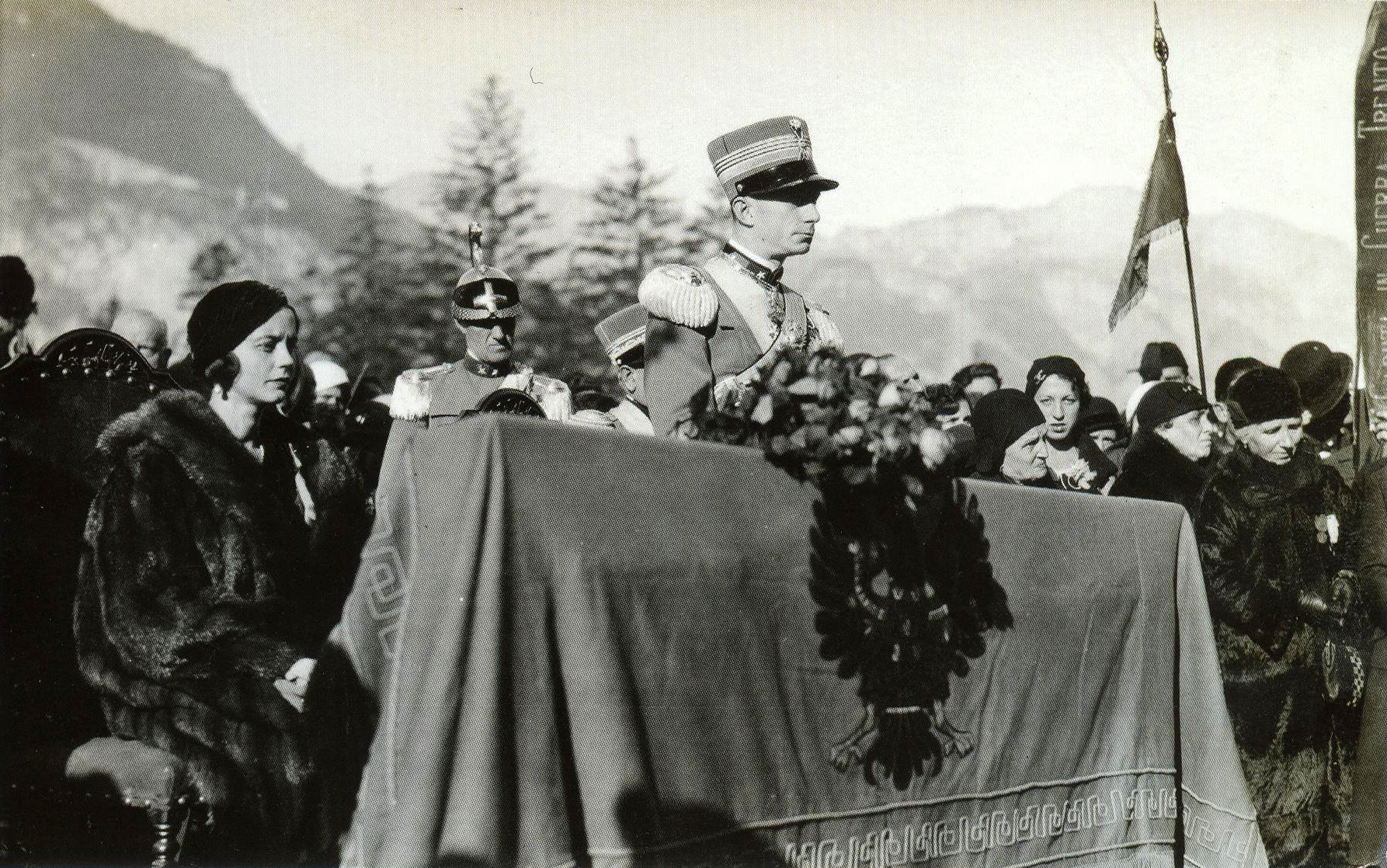
I duchi di Pistoia alla cerimonia del 4 novembre a Trento nel 1932, in una foto di Sergio Perdomi

Appartenendo ad una famiglia illustre ed importante, Lydia frequentava ambienti dell'alta nobiltà europea ed italiana, probabilmente in uno di quest'ultimi incontrò il Duca di Pistoia, Filiberto di Savoia-Genova, il quale era secondogenito di Tommaso, Duca di Genova quindi nipote della regina Margherita e primo cugino di Vittorio Emanuele III, re d'Italia . Il fidanzamento fu annunciato il 12 febbraio del 1928.
Il matrimonio venne celebrato il 30 aprile dello stesso anno a Torino, per poi tenere un ricevimento nel Castello di Agliè, una delle residenze dei Genova, descritta dal Principe Umberto come "il più sabaudo dei castelli ". La coppia non ebbe figli.

### Guerra ed esilio
Durante la Seconda guerra mondiale, Filiberto ricoprì numerosi incarichi militari ed in un primo momento fu designato dal Re come possibile sovrano della neonata Croazia; la corona fu poi offerta ad Aimone di Savoia-Aosta, Duca di Spoleto, visto che i Genova erano stati scartati per ragioni di prestanza fisica e anche - fino a un certo punto -  di capacità intellettuale . Nel 1940 l'Italia, assieme alla Germania nazista, invase la Francia occupando i territori al confine italiano, come Nizza e la Savoia: nel 1942 il governo italiano pensò di ricostruire l'antica Contea di Nizza, sulla quale avrebbe dovuto regnare proprio Filiberto. Il progetto, però, non ebbe alcun seguito.
Nel 1946 a seguito del referendum istituzionale, la monarchia cadde e Lydia e Filiberto si trasferirono a Losanna, in Svizzera, in una proprietà di lei. Pochissimi anni dopo i due si separarono e Filiberto tornò in Italia, a Torino, mentre Lydia rimase in Svizzera. Nel 1963 Ferdinando, Duca di Genova morì senza eredi, così Filiberto gli successe e di conseguenza Lydia divenne Duchessa di Genova.

### Morte
Lydia morì il 23 luglio 1977 a Losanna, all'età di settantadue anni. Fu sepolta nella Basilica di Superga, assieme ad altri membri di Casa Savoia.

## Titoli e trattamenti
- 1 aprile 1905 – 30 aprile 1928 Sua Altezza Serenissima la Principessa Lydia d'Arenberg
- 30 aprile 1928 – 4 giugno 1963 Sua Altezza Reale la Duchessa di Pistoia
- 24 giugno 1963 – 23 luglio 1977 Sua Altezza Reale la Duchessa di Genova